# Bodental

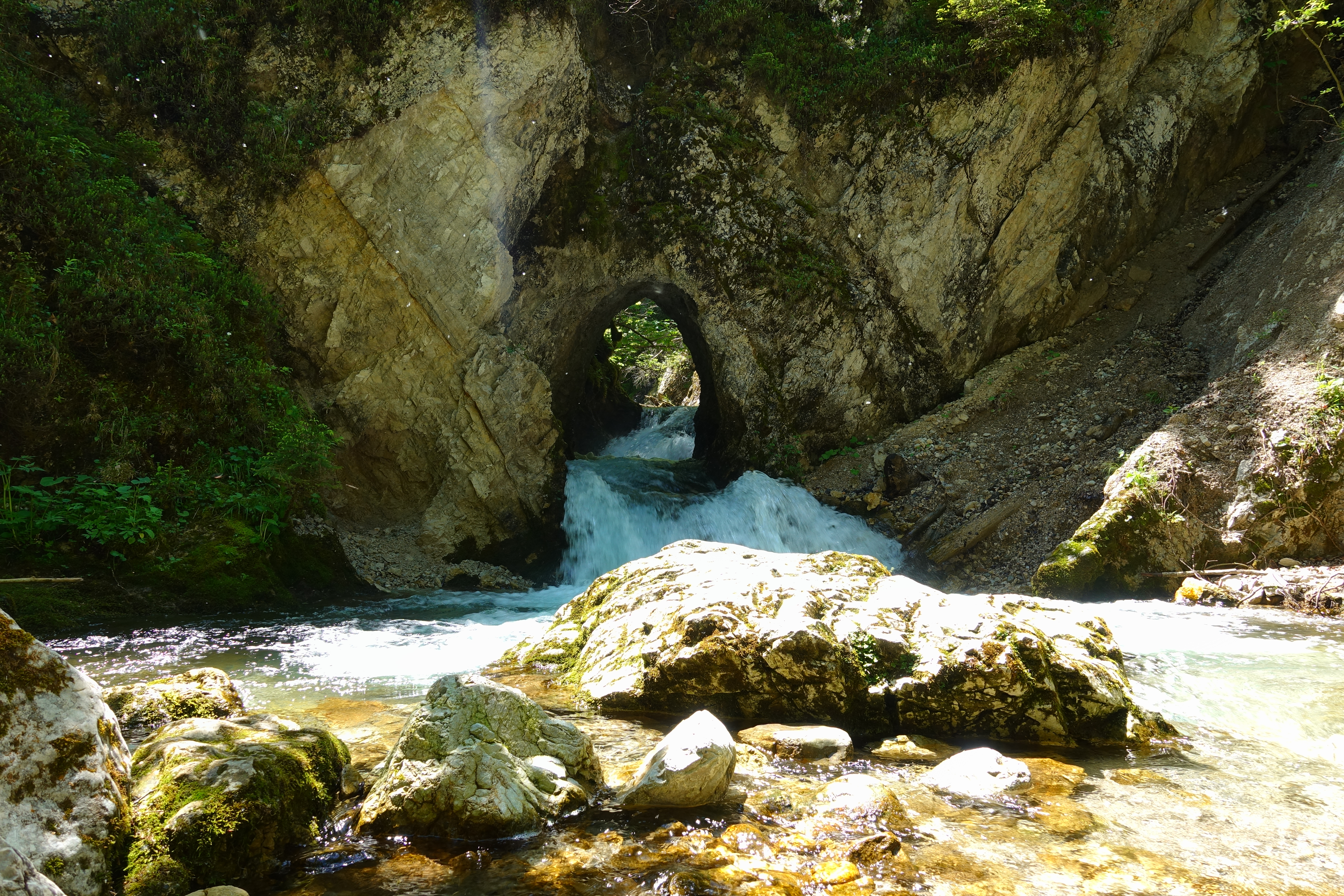
Bodentaler Felsentor

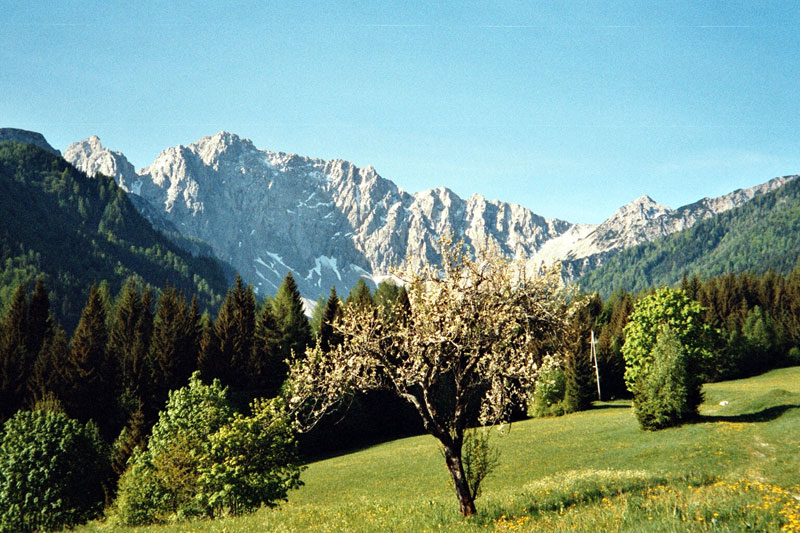
Talschluss vom Schoschelz aus

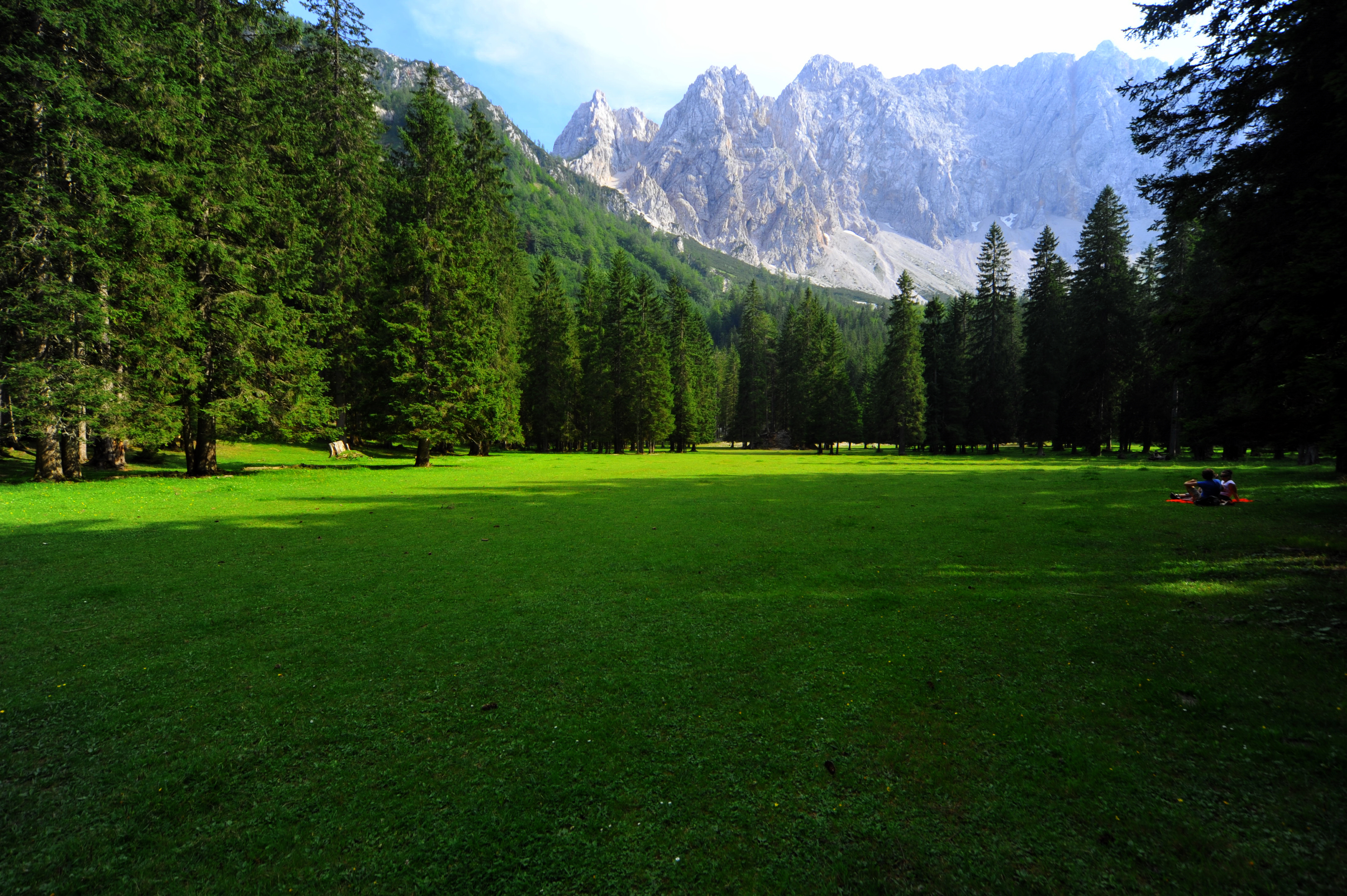
Märchenwiese mit Vertatscha

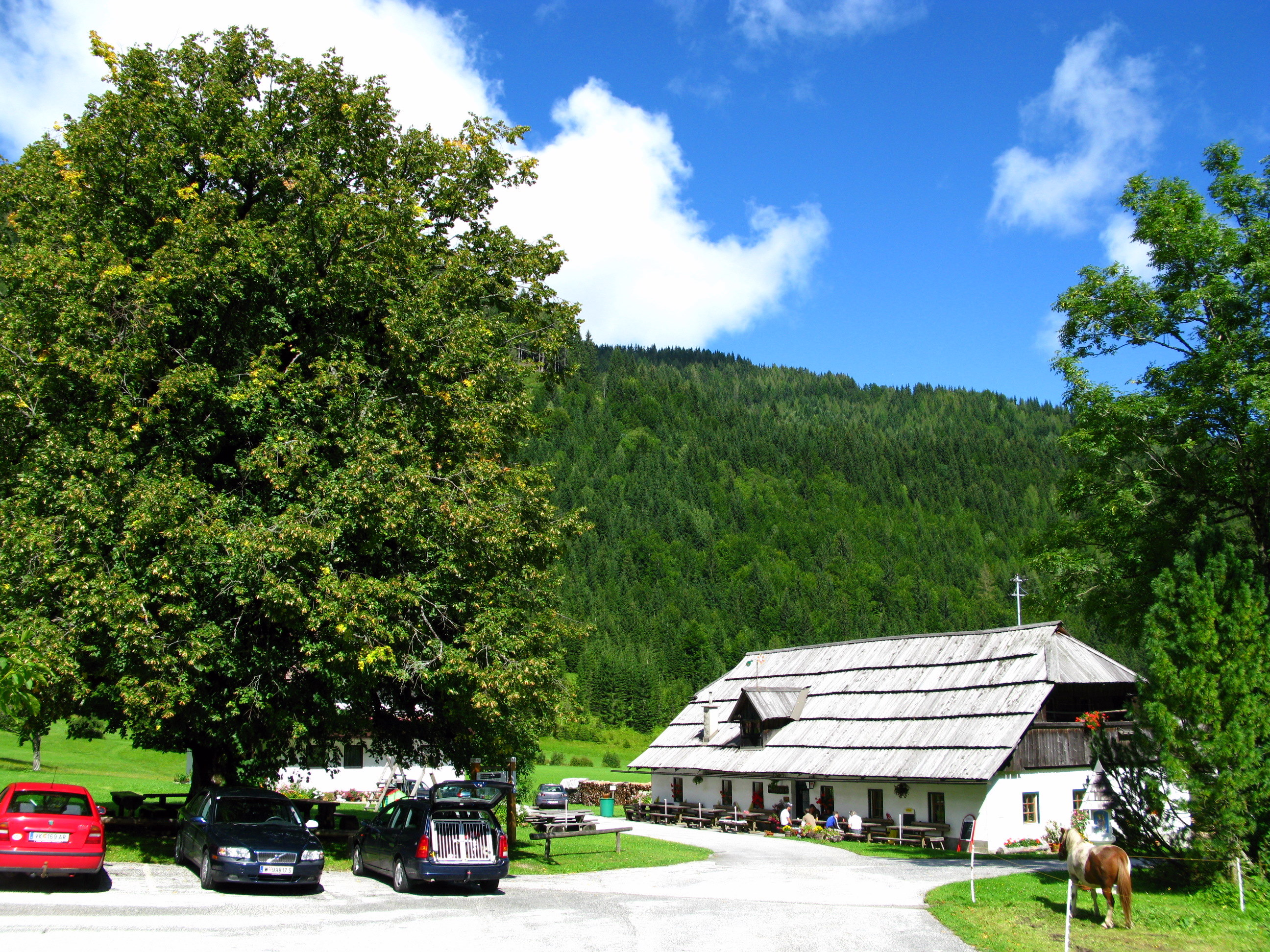
Gasthaus Bodenbauer, Sommer 2008

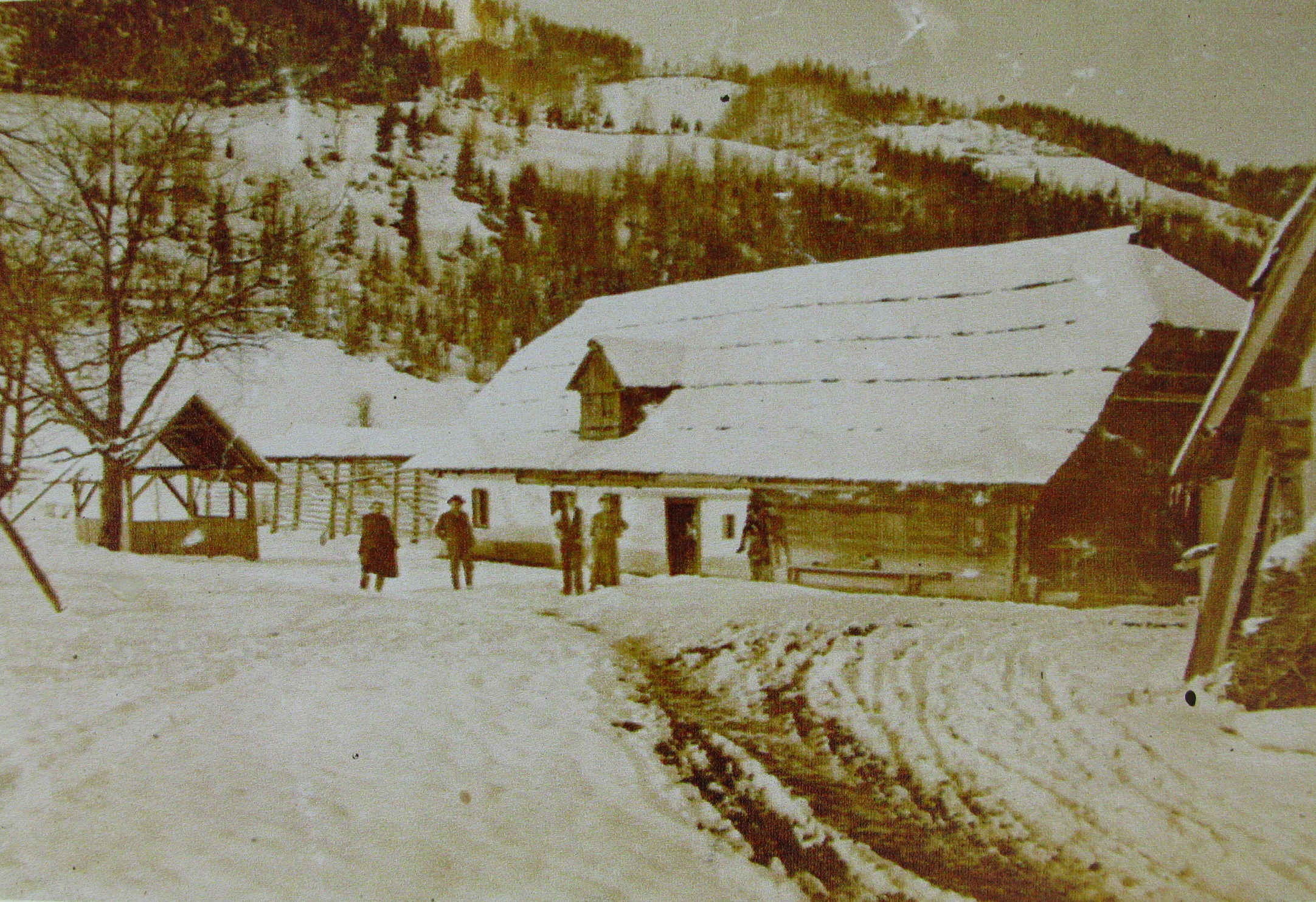
Taverne Bodenbauer, Spätherbst 1910

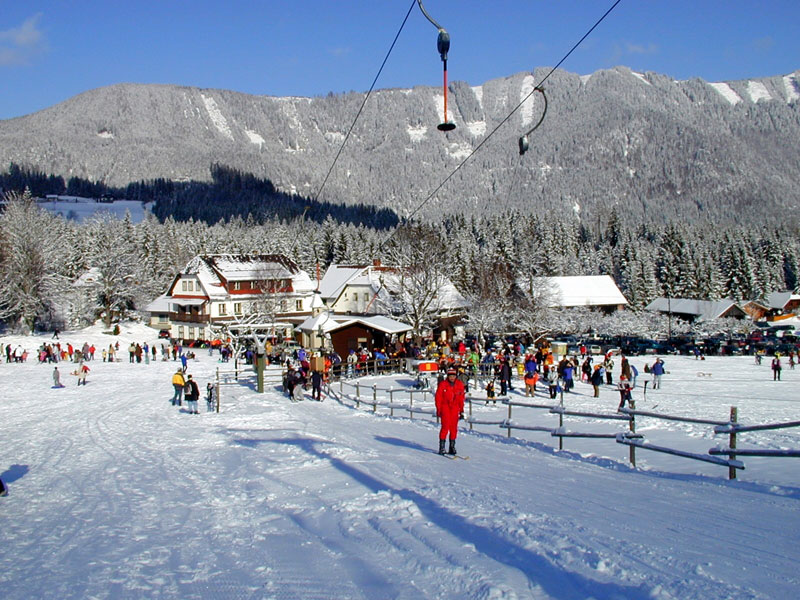
Schipiste beim Sereinig

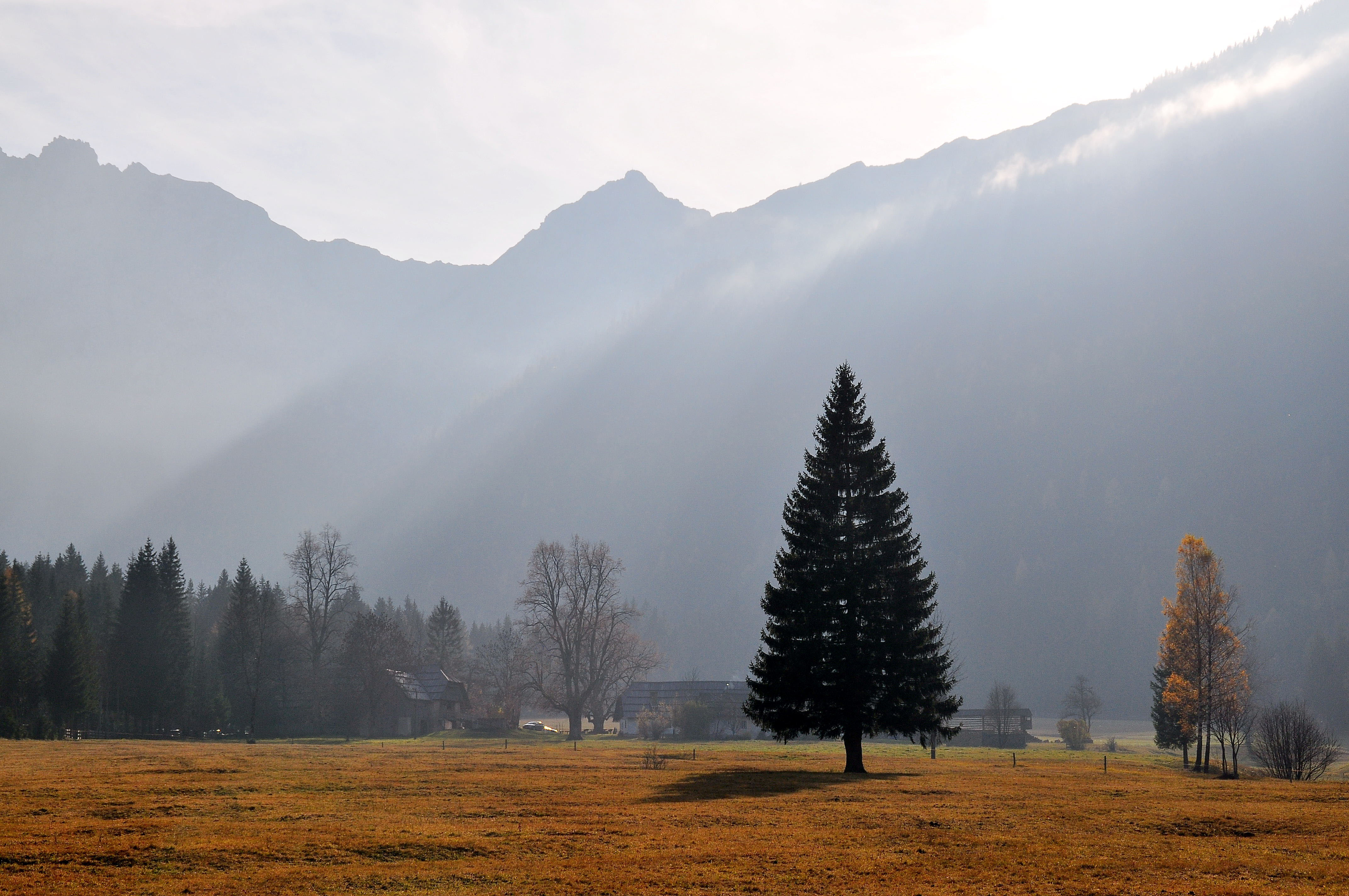
Herbstliches Bodental beim Bodenbauer

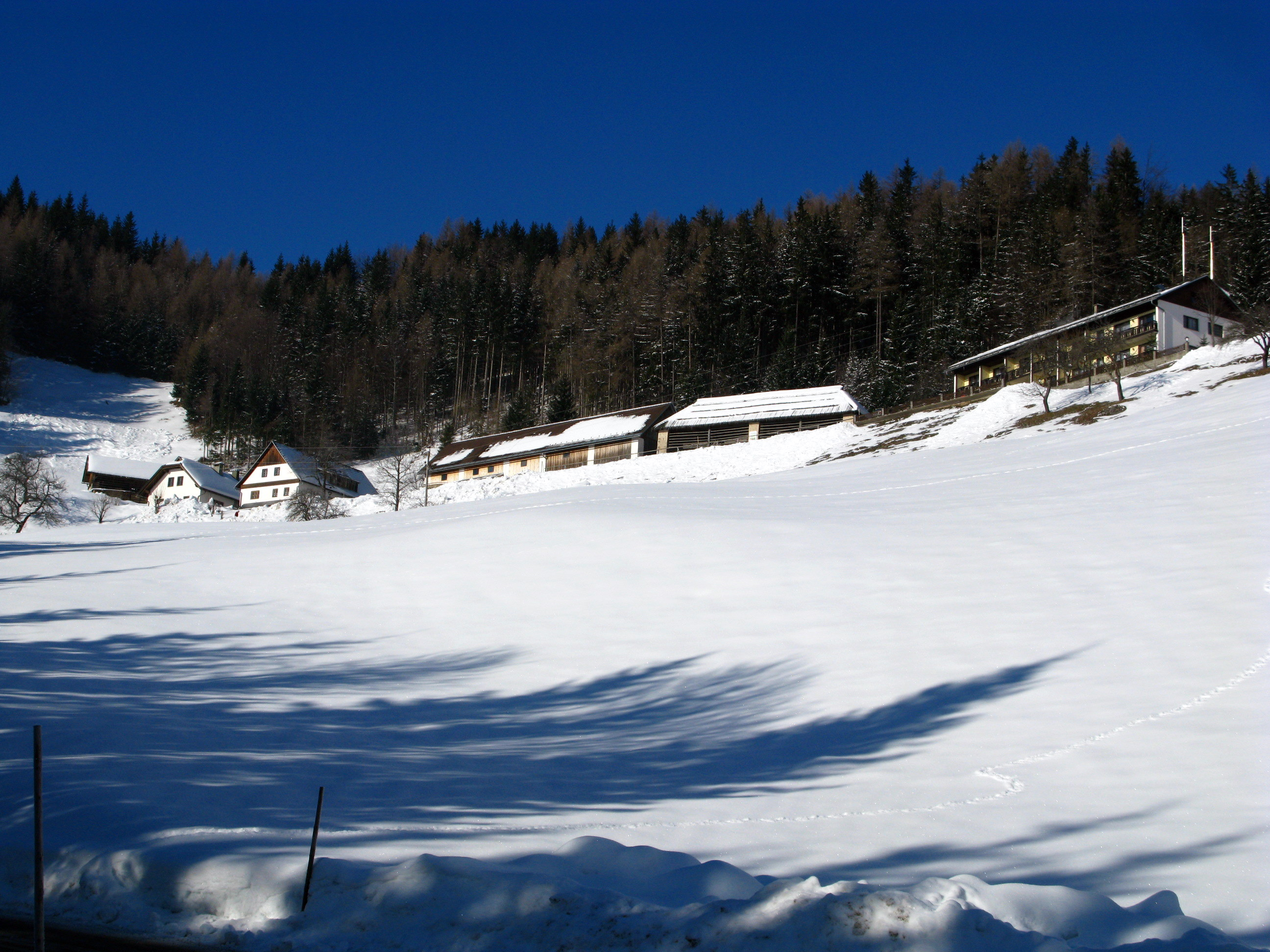
Lausegger im Winter

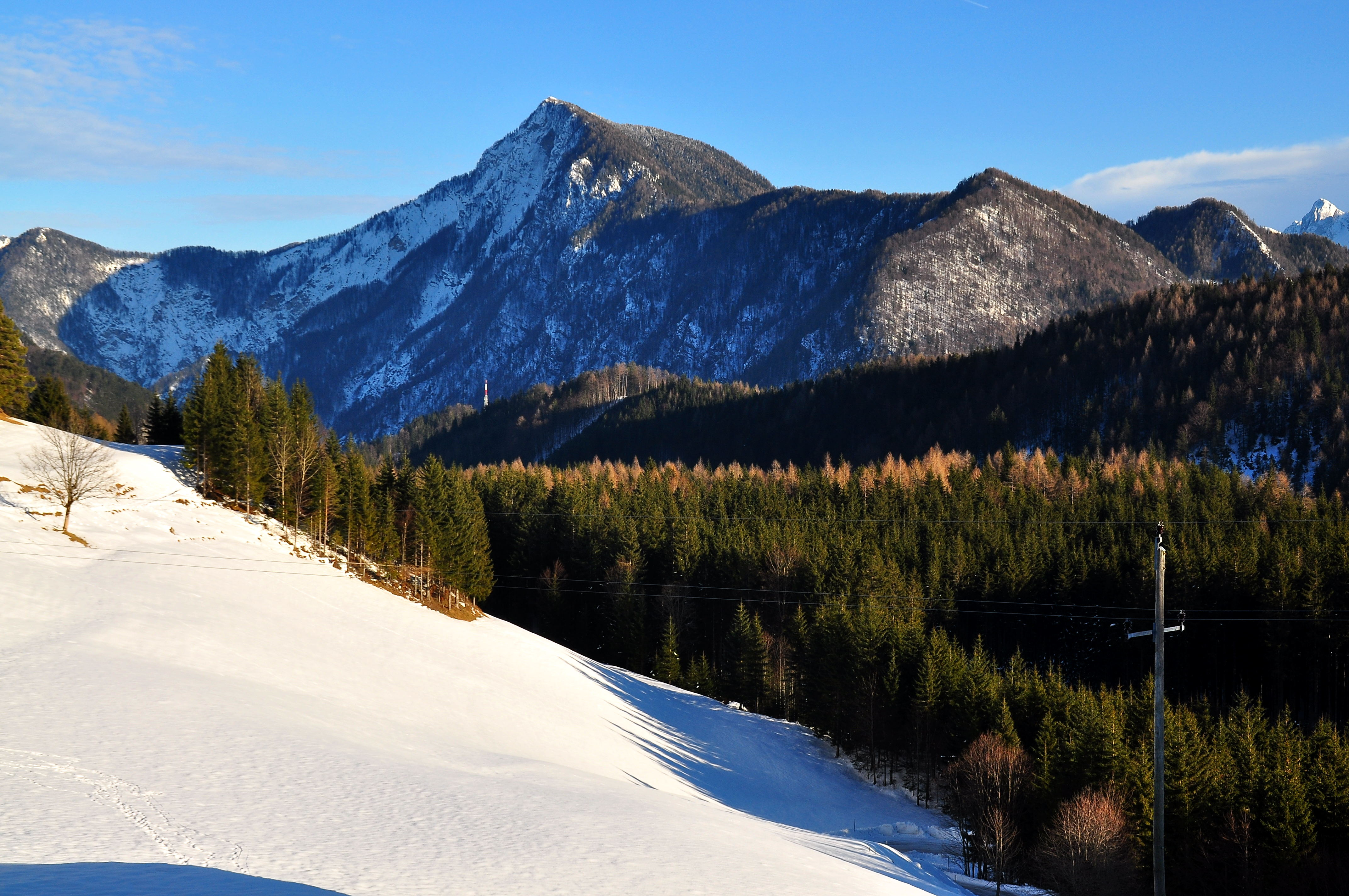
Lausegger – Ausblick nach Osten zum Ferlacher Horn

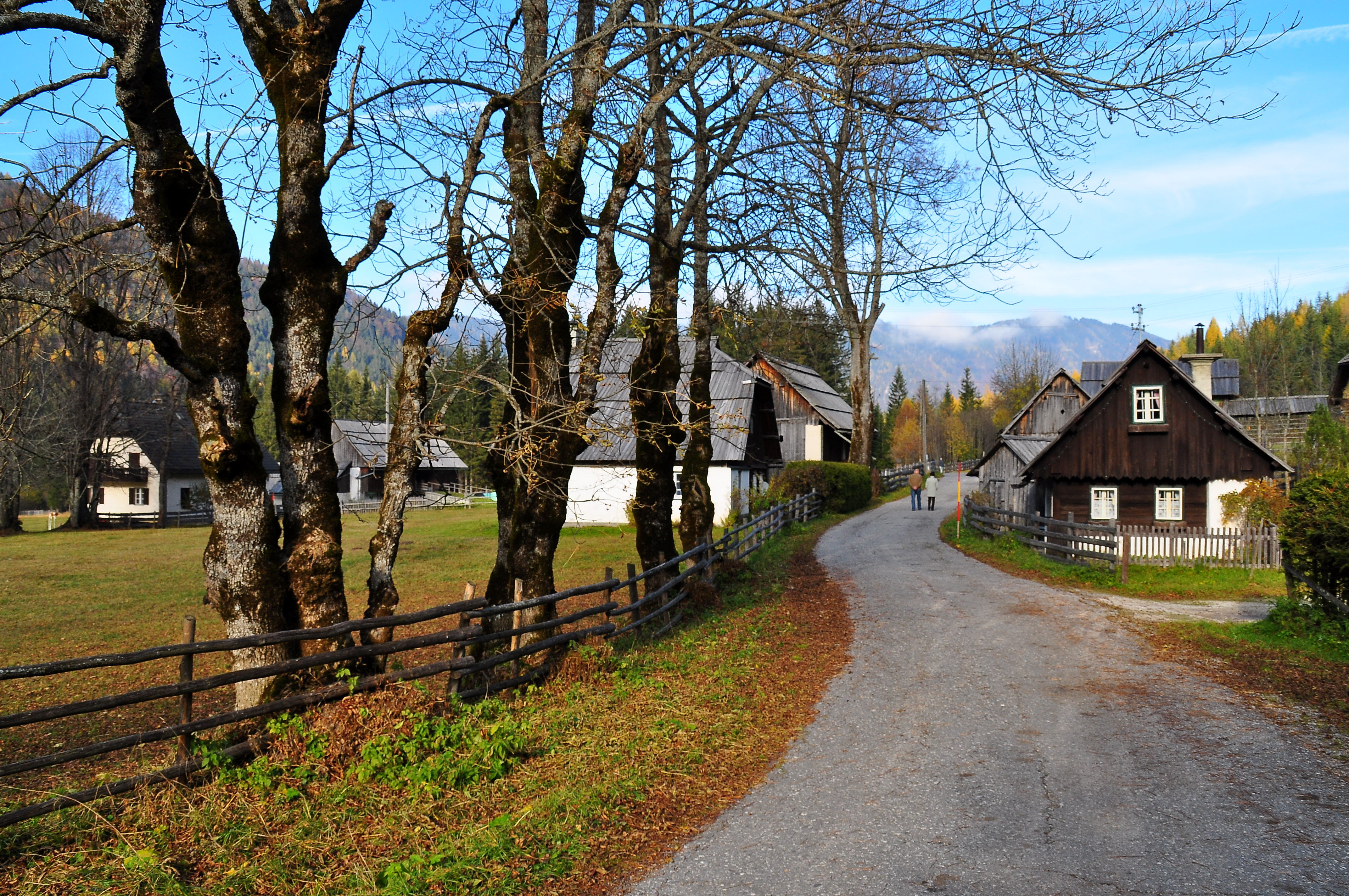
Keuschen beim Weiler Schwerzer

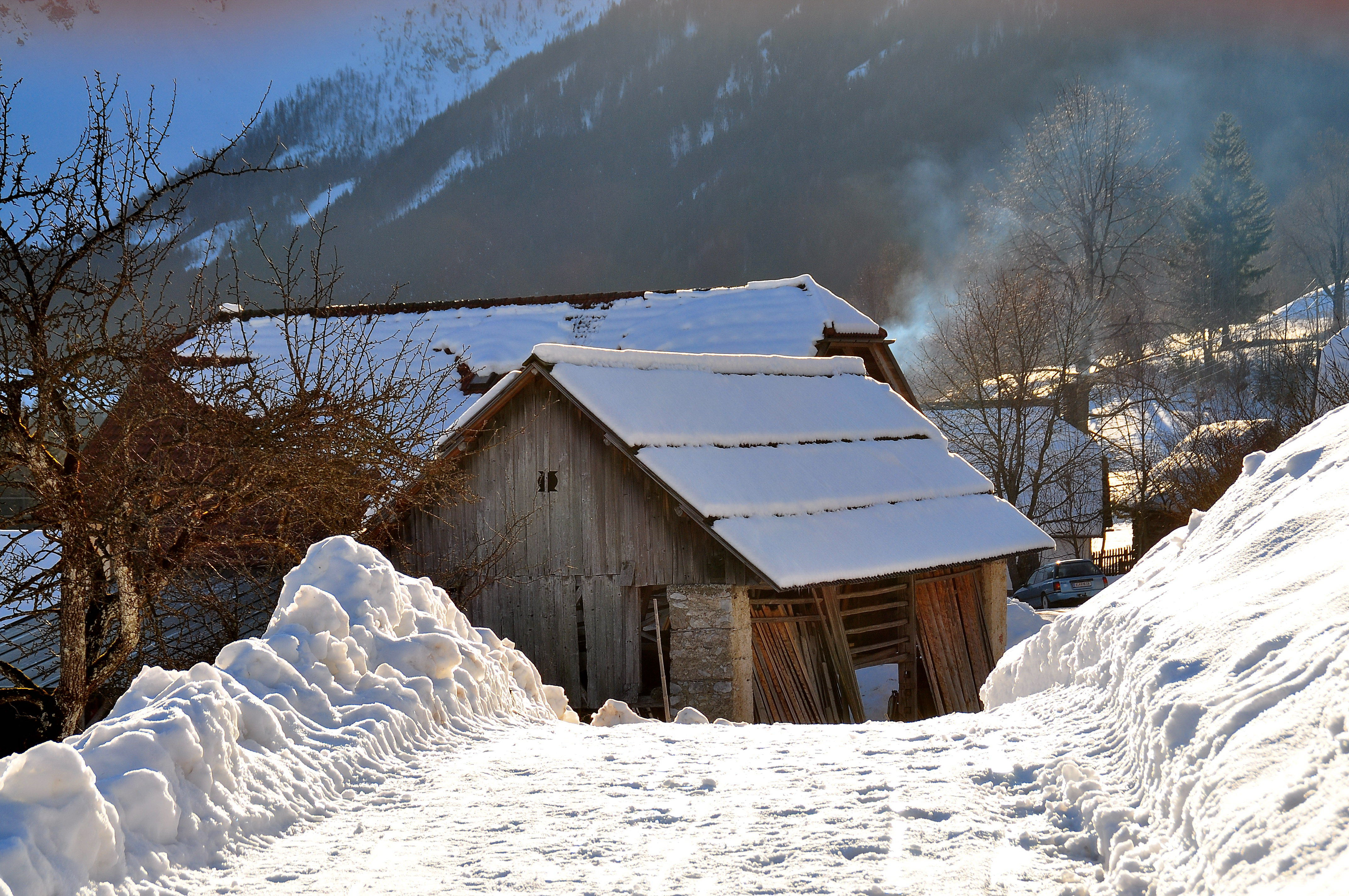
Heuschober im Bodental

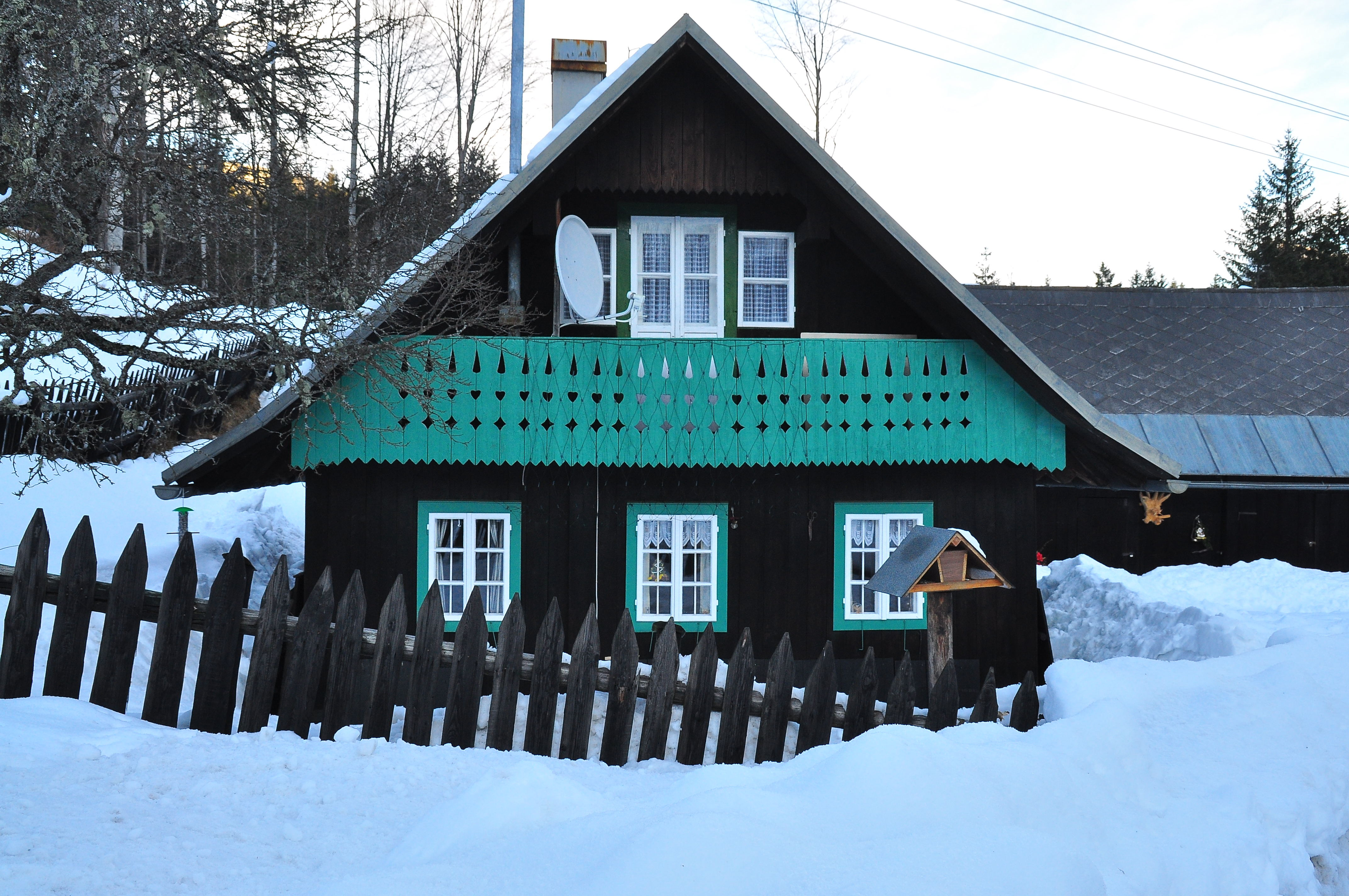
Traditionelle Almhütte im Bodental

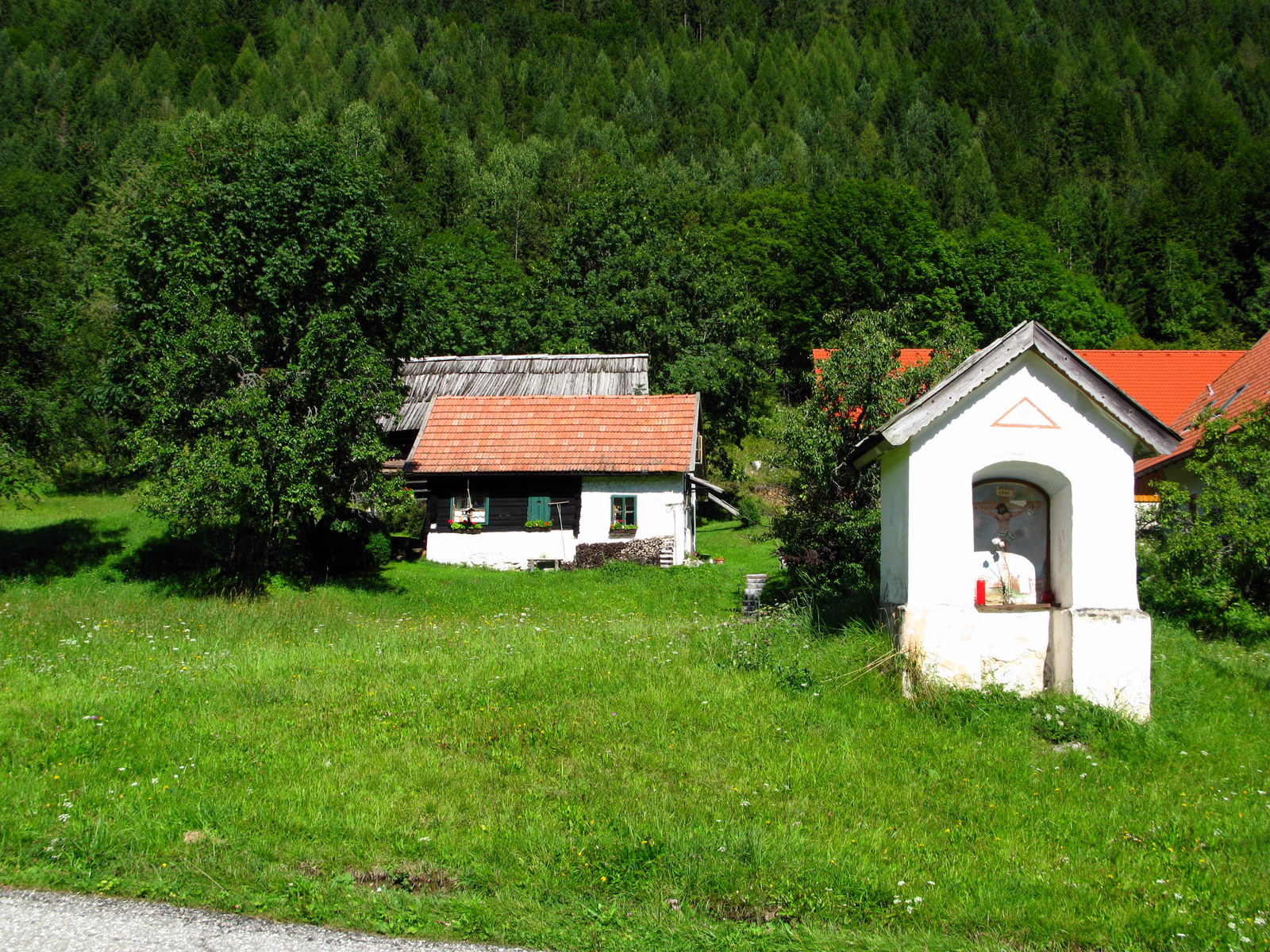
Beim Woschtet auf der Sonnseite

Das Bodental (slow. Boden / kärntn. slow. Póden) ist ein entlegenes Hochtal in den Karawanken im Süden von Kärnten. Über Straße kann das nach Südwesten verlaufende Tal in knapp über 1000 m Seehöhe vom Loibltal über den Bleiberger Graben, über Wanderweg vom Bärental aus erreicht werden. Das Gebiet gehört zur Katastralgemeinde Windisch Bleiberg und ist seit Anfang 1973 Teil der Stadtgemeinde Ferlach. Das Tal wird vom Bodenbach entwässert, der über den Tschaukofall in die Tscheppaschlucht fließt.
Das früher landwirtschaftlich geprägte ca. 4 km lange Bergtal mit einem der herrlichsten Talabschlüsse der Kalkalpen hat sich zu einem beliebten Freizeitgebiet entwickelt. Im Sommer bieten sich Wanderungen etwa im Naturschutzgebiet oder zur Klagenfurter Hütte an. Im Winter ist das Tal eines der wenigen Wintersport-Gebiete der Karawanken mit Schipiste, Langlaufloipen, Winterwandern und Pferdeschlitten. Für die stetig abnehmende dauerhaft ansässige Bevölkerung gibt es außer der Landwirtschaft und den vier Gastbetrieben kaum Arbeitsmöglichkeiten. Arbeitende und Schulkinder pendeln in das 11 km entfernte Ferlach oder noch weiter nach Klagenfurt aus.

## Geschichte
Im Gegensatz zum Bleiberger Graben, in dem seit dem 13. Jahrhundert bis zum Jahr 1898 Blei und Eisenerz abgebaut wurde, ist das Bodental seit jeher eine bäuerlich dominierte Landschaft. Der ursprünglich von einem See bedeckte Talboden, immer noch mit sumpfigen und sauren Böden, wird in der vorderen Talhälfte als Žabnica von slow. žaba, dem Frosch bezeichnet. Die ersten Siedler kamen vermutlich auf Initiative des 977 gegründeten Zisterzienserklosters Viktring, zu dessen Grundherrschaft das Kloster gehörte. Man kann davon ausgehen, dass sie einen slawischen Dialekt sprachen. Wie aus Orts- und Flurbezeichnungen in Salzburg und Oberösterreich ersichtlich ist, verlief die Sprachgrenze zu den germanischen Sprachen um das Jahr 1000 viel weiter im Norden als heute. Frühe urkundliche Erwähnungen über Abgaben und Grundstückserwerbe im Bodental finden sich in den Aufzeichnungen des Archivs Dietrichstein des Kärntner Landesarchivs in den Urbaren und Stiftsregistern des 17. und 18. Jahrhunderts.

### Der Bodenbauer Podner / Podnar
Für den Bereich des Bodenbauers Poden, dem letzten Bauern hinten im Tal, finden sich ein Clement und Urban Ogris, die nach und nach ursprünglich gemeinschaftliche Flächen wie eine Rauth (gerodete Fläche) oder eingefangenen Ort (eingezäunte Fläche, Weide) von der Herrschaft Hollenburg erwarben.
In der Besitzaufstellung der Herrschaft Kühnegg durch Gandolf von Khünegg im Jahre 1490 wird im Bleyberg ein Jury Ogristh erwähnt. Es ist anzunehmen, dass damals die ersten Rodungen im flachen Talschluss durchgeführt wurden. Im Vergleich zu den Bergbauern ringsum war das Wirtschaften auf den nur sanft abfallenden Wiesen besonders angenehm. Verweise auf die Gunstlage sind die Erwähnungen zweier Bewirtschafter, Okers in Schienleben 1524 bzw. Lucas Ogris im Schönleben 1541. Der Begriff Poden taucht neben Schönleben das erste Mal um 1586 auf. In weiterer Folge wird nur mehr die Bezeichnung Poden verwendet, wie etwa 1680, als von einem Adam Ogriß oder Podner die Rede ist.
Man kann davon ausgehen, dass die Linde beim Bodenbauer, seit 1979 ein geschütztes Naturdenkmal, bereits im Jahre 1636 als Hausbaum gepflanzt wurde, also eine Keusche oder Hube bereits bestand und Viehzucht betrieben wurden. Damals unterlagen die Bauern der Leibeigenschaft, sie waren also ihrer Herrschaft gegenüber zu Abgaben (Zehent) und Robot verpflichtet. Wurde diesen Verpflichtungen nicht nachgekommen, konnte man auch vom Anwesen vertrieben werden, denn ein Erbrecht in heutiger Form gab es nicht. Bei der Übergabe an die nächste Generation musste mit der Herrschaft wieder ein neuer Vertrag geschlossen werden. Dem Stiftsregister der Herrschaft Hollenburg kann entnommen werden, dass im Jahr 1664, als die Linde beim Bodenbauer 28 Jahre alt war, Clement Ogris seinem Sohn Adam den Besitz wegen Schwäche übergab und sich das Wohnrecht am Hof sowie das Recht auf eine Kuh und sechs Schafe behielt. Die Anzahl der behaltenen Tiere weist auf einen für die damalige Zeit größeren Besitz hin. Im Jahre 1791 war August Orgis Bewirtschafter des Bodenbauers, welchen er im Jahre 1816 an Johann Kropiunig / Koprivnik verkaufte. Seit dem 4. Juni 1878 erhielt der Sohn Johannes Josef Kropiunig das Recht, eine einfache Taferne zu betreiben. Im Jahre 1904 wurde der Sohn Josef Kropiunig von einer Lawine verschüttet, worauf das Tafernenrecht ruhte, bis Anna Kropiunig, die Witwe des Verunglückten, im Jahre 1906 den Betrieb des Gasthauses mit Hilfe des Brauereibesitzers Hans Oblasser wieder aufnahm. Die Witwe heiratete 1914 einen Herrn Waldhauser. Seither kam es zu keinem Namenswechsel mehr.
In der Nachbarschaft des Bodner sind im Franziszeischen Kataster von 1827 laut Kärntner Landesarchiv folgende Höfe (taleinwärts) verzeichnet: rechts der Jurioulz, auf der Höhe des Meerauges der Nott, der Perouhoutz, Mihalitsch, Andrey Malitschnig und Schindar.

### Der Ogrisbauer / Ogriz
Der höchstgelegene Bauernhof des Bodentals ist der Ogrisbauer / Ogriz am oberen Ende der Straße über die Sonnseite hinauf. Heute ist der Hof mit Blick auf den Talschluss von einer ansehnlichen Wochenendhauskolonie umgeben. Der strukturelle Wandel in vielen alpinen Bergbauerngebieten wird auch hier deutlich. Die frühere personalintensive, auf Selbstversorgung ausgerichtete Landwirtschaft ist ökonomisch nicht mehr möglich. Viele Weideflächen wachsen zu bzw. werden parzelliert und verkauft. Immer mehr Häusern stehen immer weniger permanente Einwohner gegenüber (Zersiedelung). Gerodet wurden die Wiesen vor fünfhundert Jahren. In einer frühen Erwähnung der Hofstelle 1524 wurde ein Simon Okkers genannt, vermutlich ident mit dem Simon Ogris von 1541. 1826 wirtschaftet hier ein Strugar Johann vlg. Ogris.

### Der Lausegger / Ožekar-Hof
Der erste Hof am Weg in das Bodental ist das Lausegger / Ožekar -Anwesen, das am Übergang in das Bleiberger Tal in 1060 m Seehöhe in einer Hangmulde mit Aussicht auf die Karawanken liegt. Gegenwärtig wird der Betrieb als Biobauernhof (u. a. Züchtung von Kärntner Brillenschafen und Pinzgauer Rindern), mit Gasthof und Pension (28 Betten) geführt. Die Ausführung des neuen Gasthofs als Zweckbau würde von weitem nicht vermuten lassen, dass sich hier ein seit mehr als 500 Jahren dokumentiertes Anwesen befindet. Die frühesten schriftliche Belege stammen aus dem Jahre 1490, wo sich zwei Lausegkher, ein als Olbart erwähnter Wolfhart und ein auf dem Gereute wirtschaftender Thomas Lausegkher finden. Der Hof kann als Stammhof der bis heute in der Gegend weit verbreiteten Laussegger angesehen werden. Der Name gilt als sehr alt und ist auch in anderen Teilen Kärntens verbreitet. In der Herrschaft Freyenthurn am Wörthersee wurde 1610 ist ein Urban am Lausegg erwähnt. Eine beinahe hundertjährige Magdalena Lausekarza starb 1663. Schreibweisen des Namens sind Lausegger, Lausecker, Laußegger, Lauhsegger, (L)Ožekar, Lužekar. Im Schuljahr 2001/02, wenige Jahre vor der Stilllegung der Volksschule in Windisch Bleiberg, waren neun der insgesamt zwölf Schüler Träger dieses Namens. Ob die ersten Lausegger im Tal tatsächlich von der Burg Lauseck (Lousek / Louzek) bei Kaplitz (Kaplice) in Südböhmen (Tschechien) stammen, ist bis dato nicht belegt.

#### Dauerausstellung – Bauerngerät im Sommer und Winter / Kmečko orodje za poletje & zimo
In einem Nebengebäude (Harpfe) des Lauseggerhofs wurde in Zusammenarbeit mit der Universität Klagenfurt eine kleine Schausammlung mit über dreißig alten landwirtschaftlichen Geräten eingerichtet, die einen Einblick in das Leben der Bergbauern in dieser Gegend vermittelt. Bei der Ausstellung wird auf das seit 1994 laufende deutsch / slowenische Filmprojekt "Dokumentation alter Volkskultur" der Universität Klagenfurt verwiesen, bei dem zweisprachige Gewährsleute im Ortsdialekt von spezifischen bäuerlichen Verrichtungen erzählen. Die Dokumentation soll dazu dienen, zukünftigen Generationen ein umfassendes Bild der dialektalen und ethnografischen Besonderheiten der Region zu vermitteln. Die bisher abgeschlossenen Dokumentationen sind als Videokassetten u. a. beim Gasthof Lausegger erhältlich.

### Alpengasthof Sereinig / Bošt & Hollenburgsches Forsthaus
Der heutige Gasthof Sereinig mit dem Schilift und das Hollenburgische Forsthaus gingen aus einem der größten Anwesen des Bodentals hervor. 1490 wird erstmals eine Schwaig eines Gregor Saffran erwähnt, die 1524 als Mathy Safferan Schwayger bezeichnet wurde. 1541 waren die Brüder Leonhard und Lorenz die Saffran Schwayge. Mitte des 17. Jahrhunderts erfolgt die Teilung des Anwesens. Eine Hälfte ging 1694 an den Unterloibler Gewerkeinhaber Johann Baptist Benaglio Ritter von Rosenbach, der 1686 die letzte Locatelli geheiratet hatte. Später kam dieser Teil in Hollenburger Eigentum. Die andere Hälfte der Saffran-Schwaig übernahm 1707 ein Vostl Ogriß, der für den über lange Zeit bestehenden Hausnamen Woscht / Bošt / Wost namensgebend wurde. Seit 1933 ist das Anwesen durch Einheirat des Rupert Sereinig aus Weizelsdorf im Rosental im Besitz der Familie Sereinig. Rupert Sereinig eröffnete einen Alpengasthof, ein "Touristenheim" mit "Fremdenzimmer", der in weiterer Folge das touristische Zentrum des Bodentals wurde. Im Jänner 1955 wurde der erste kleine Schlepplift eröffnet. 1984 beschloss man im Ferlacher Gemeinderat, ein nordisches Zentrum einzurichten. Die nicht mehr benutzte Sprungschanze zeugt davon, dass das Projekt nur zum Teil realisiert werden konnte. Bis auf die "Nordischen Winterspiele der Alpenländer" im Jahre 1986 wurden im Bodental keine größeren Bewerbe ausgetragen. Letztlich liegt das Gebiet trotz schattigem Schihang mit Schneekanoneneinsatz zu tief, um permanent über eine ausreichende und lange genug haltende Schneedecke zu verfügen.

### Weiler Schoschelz
Der Weiler Schoschelz in der Mitte der Sonnseite liegend, besteht aus zwei alten Höfen und einer etwas weiter bergauf liegenden Ferienhaussiedlung. Die Vulgonamen der alten Höfe sind Schascheltz / Šošeljc und Austintz / Oštinc. Sie gehen auf einen ursprünglich zusammenhängenden Besitz, das Alte Lehen zurück. 1490 wurde erstmals ein Primus am alten Lehen von Gandolf von Kühnegg als Hollenburger Untertane aufgelistet. Das Hollenburger Urbar von 1524 nennt als Bewirtschafter einen Valentin im alten Lehen. Ab 1541 erscheinen bereits zwei, ein Peter und ein Primus. Ab 1610 erfolgte die Teilung des Anwesens in die zwei Halbhuben Juri in alten Lehen und Hanß Schaschl. Die erste Halbhube kam um 1700 an einen Augustin Ogris, welcher vermutlich für den Vulgonamen Austintz / Oštinc namensgebend wurde. Der Hausname Schascheltz / Šošeljc geht über verschiedene Schreibweisen (1700: Tschaschel, 1748: Tschaschlz, 1751: Tschaschelz) auf Hanß Schaschl zurück.

### Weiler Woschte
Der Weiler Woschte besteht aus drei alten Kleinbauernhöfen bzw. einer vorgelagerten Wochenendhaussiedlung am unteren Teil der Straße auf die Sonnseite, die bald nach dem Gasthaus Sereinig rechts hinauf zum Schoschelz und Ogrisbauern führt. In den bisher ältesten vorliegenden Unterlagen findet sich 1490 ein Wolfhart Lausegkher, kurz Olbart als Lehensinhaber. Spätestens um 1586 wurde die Olbart / Vovbarti-Hube dreigeteilt. Als Bewirtschafter werden der Pangräz, Jury und Rueprecht die Olbart angeführt. 1618 übernahm Urban Ogris die Keusche und 1637 auch den Anteil des Rueprecht. 1651 kam Boschtian Ogris in den Besitz des Anwesens, wovon sich der heutige Vulgoname Woschtet / Boštet ableitet. Der Hausname der zweiten Drittelhube Urbantschek / Urbanček wird 1751 das erste Mal als Urbäntschigg erwähnt. Als Name der dritten Drittelhube Veroniak / Feronjak scheint 1751 erstmals Varouniäkh und später als vgl. Weronika (1820) auf. Der Name geht auf Veronica Trauneza zurück, deren Vater Michl Tschaschl in den 1630er Jahren der Bewirtschafter war.

### Mühlen und Sägen
Bis in die 1960er Jahre besaß im Bodental jeder größere Bauernhof eine eigene, wasserbetriebene Hausmühle, ausgeführt als Radmühlen mit einem Mahlgang. In den 1950er Jahren wurden auch einige Mühlen für die Stromerzeugung umgebaut. Am längsten waren die Mühlen vom Schoschelz und Bukounik in Betrieb. Heute finden sich nur noch da und dort vereinzelte Spuren der die jahrhundertealte Tradition der Mühlen und Sägen am Bodenbach oder den Seitenbächen. Auch das dumpfe Pochen der Sägen ist verstummt. Kleinere Bauern und Keuschler hatten ihr Mahlrecht in einer benachbarten Mühle oder sie brachten ihr Mahlgut zur Repitz Mühle mit zwei Wasserrädern am Taleingang, der einzigen gewerblich betriebenen Mautmühle im Tal, wofür eine zehnprozentige Mühlabgabe eingehoben wurde. Im Flachteil des Bodentales standen unterschlächtige und mittelschlächtige Mühlen, im Gelände mit stärkerem Gefälle hingegen oberschlächtig betriebene Mühlen.

## Natur & Landschaft

### Naturschutzgebiet Inneres Bodental und Vertatscha

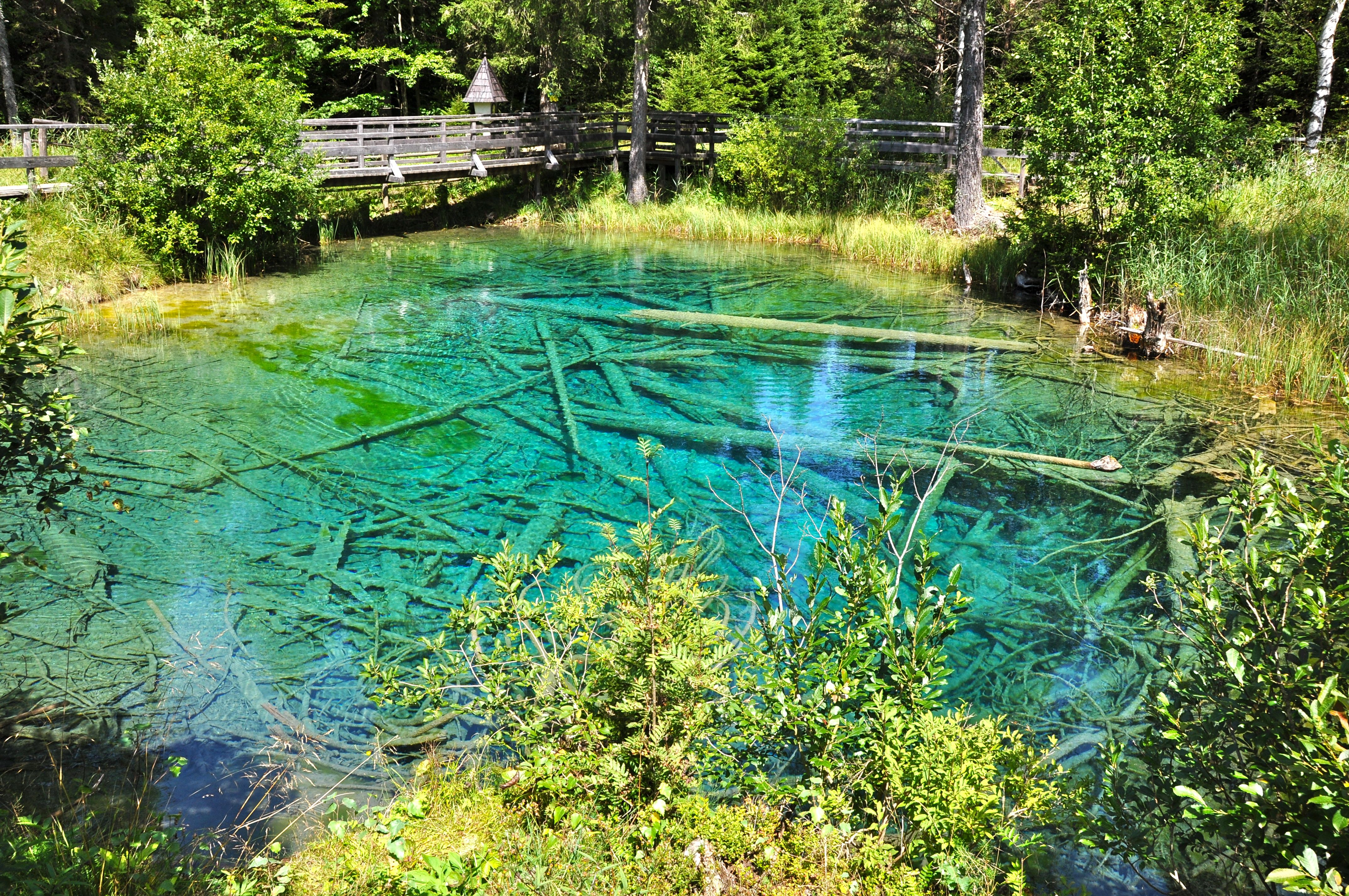
Türkisblaues Meerauge

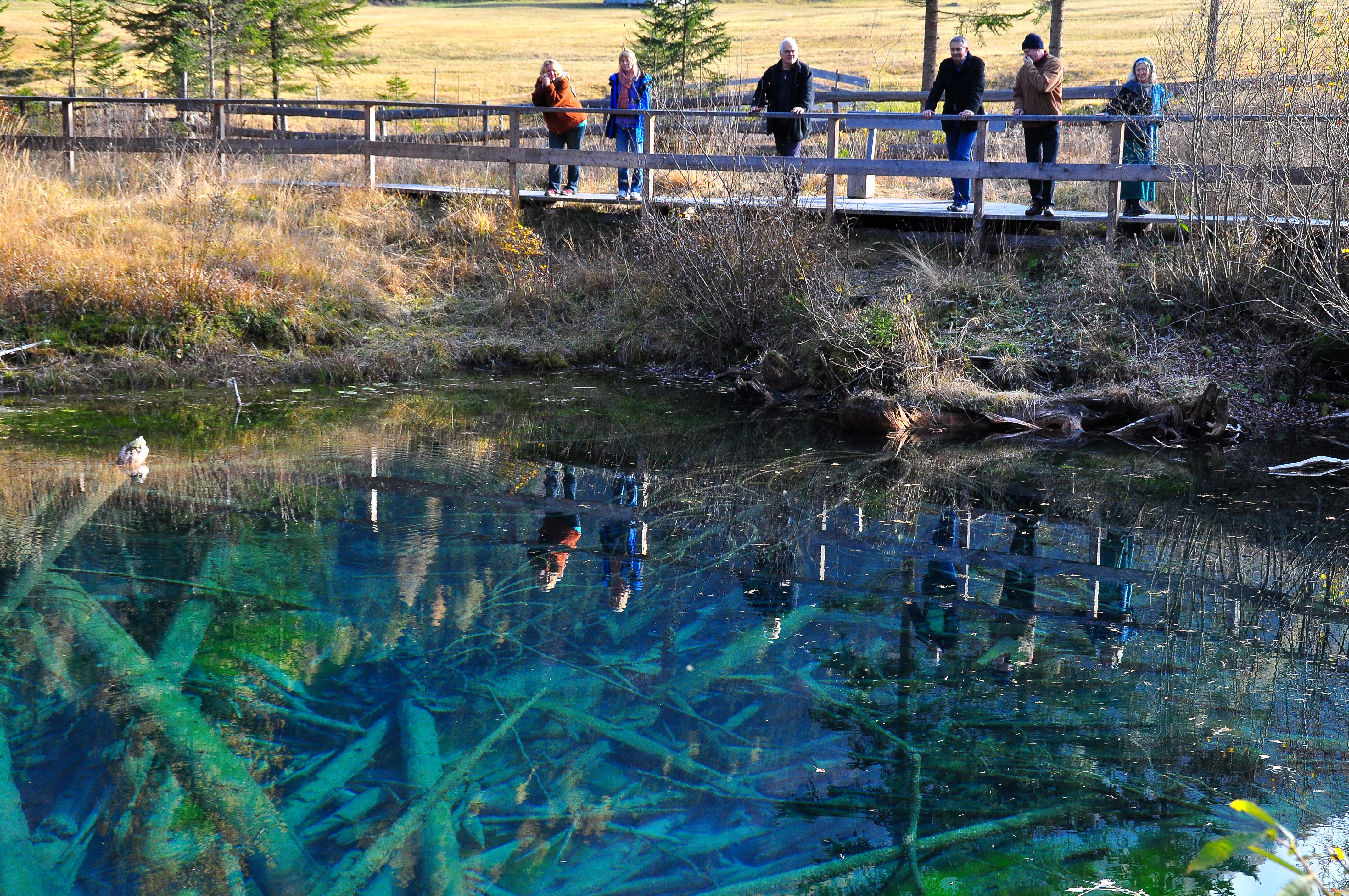
Meerauge – Steg um den Teich

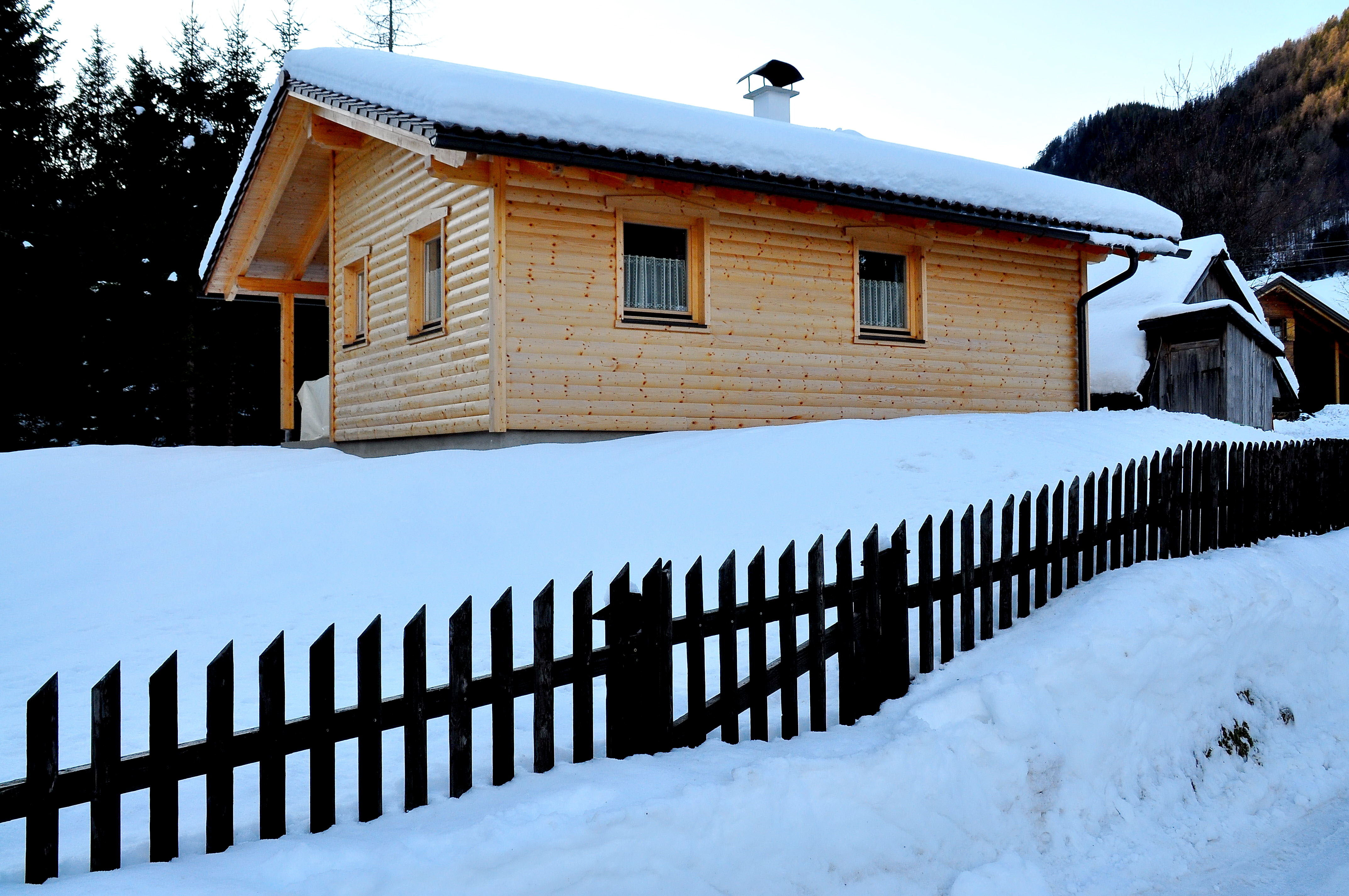
Wochenendhaus im Weiler Woschte

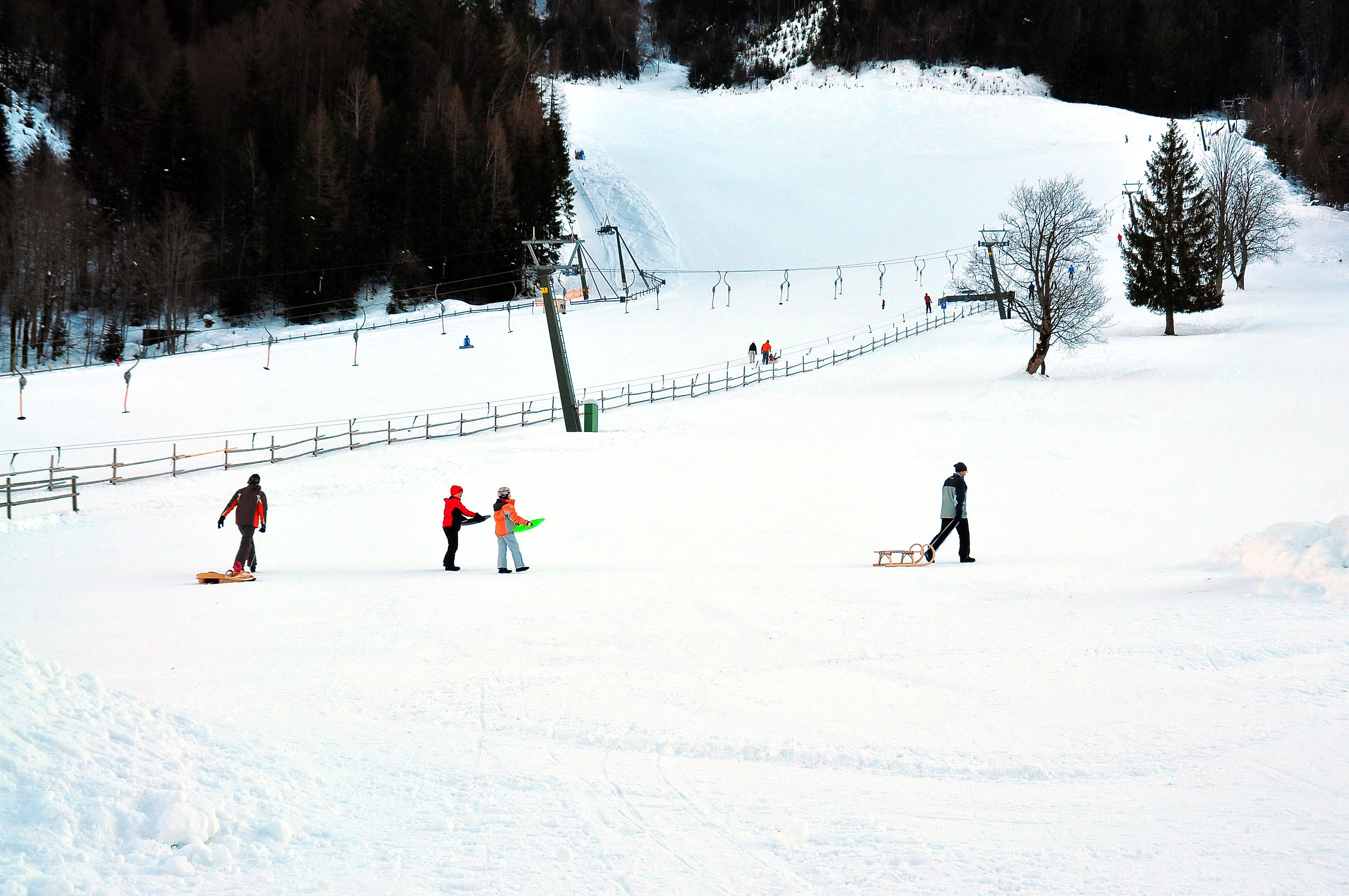
Wintersportanlage im Bodental

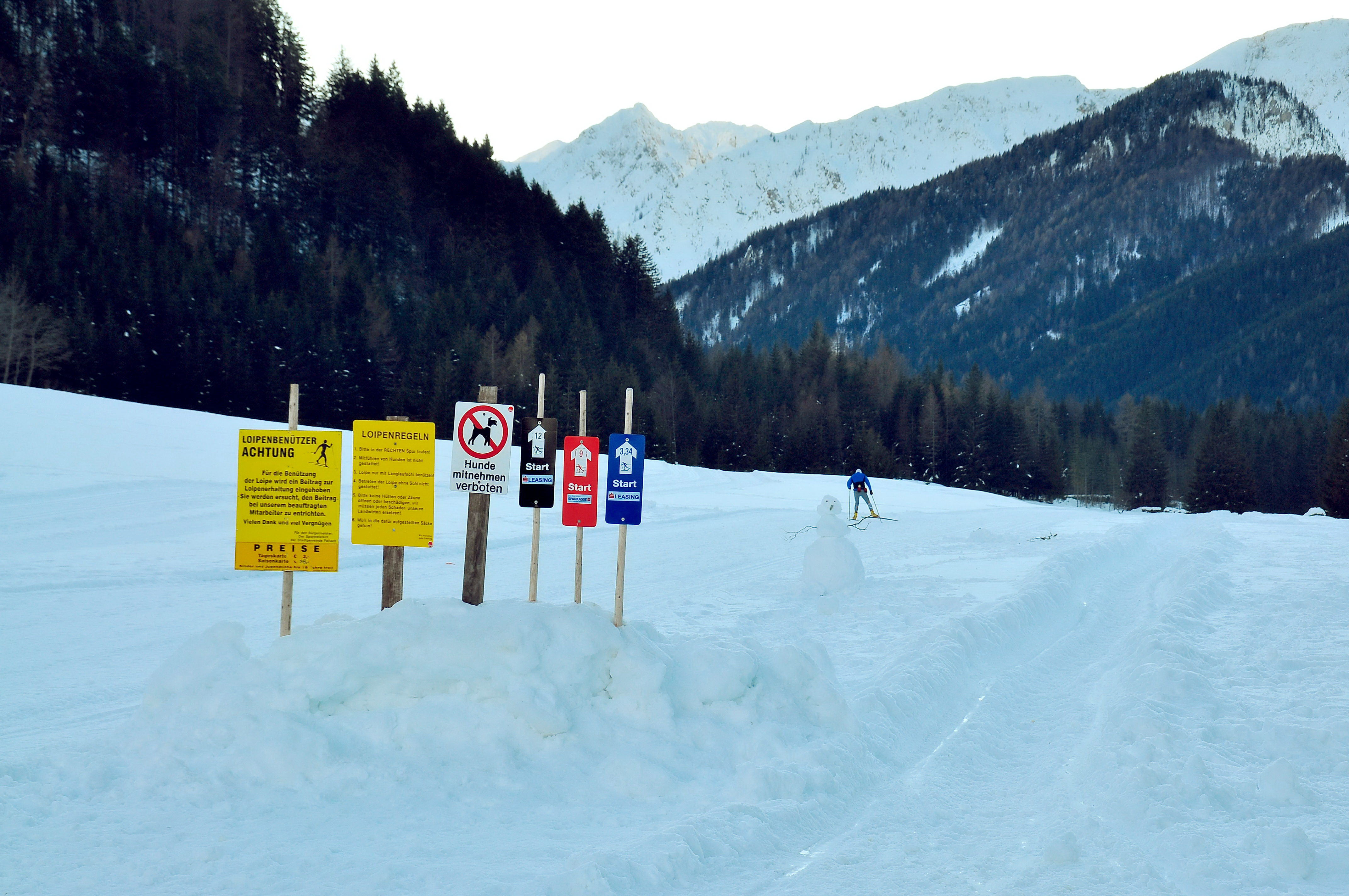
Langlaufloipe im Bodental

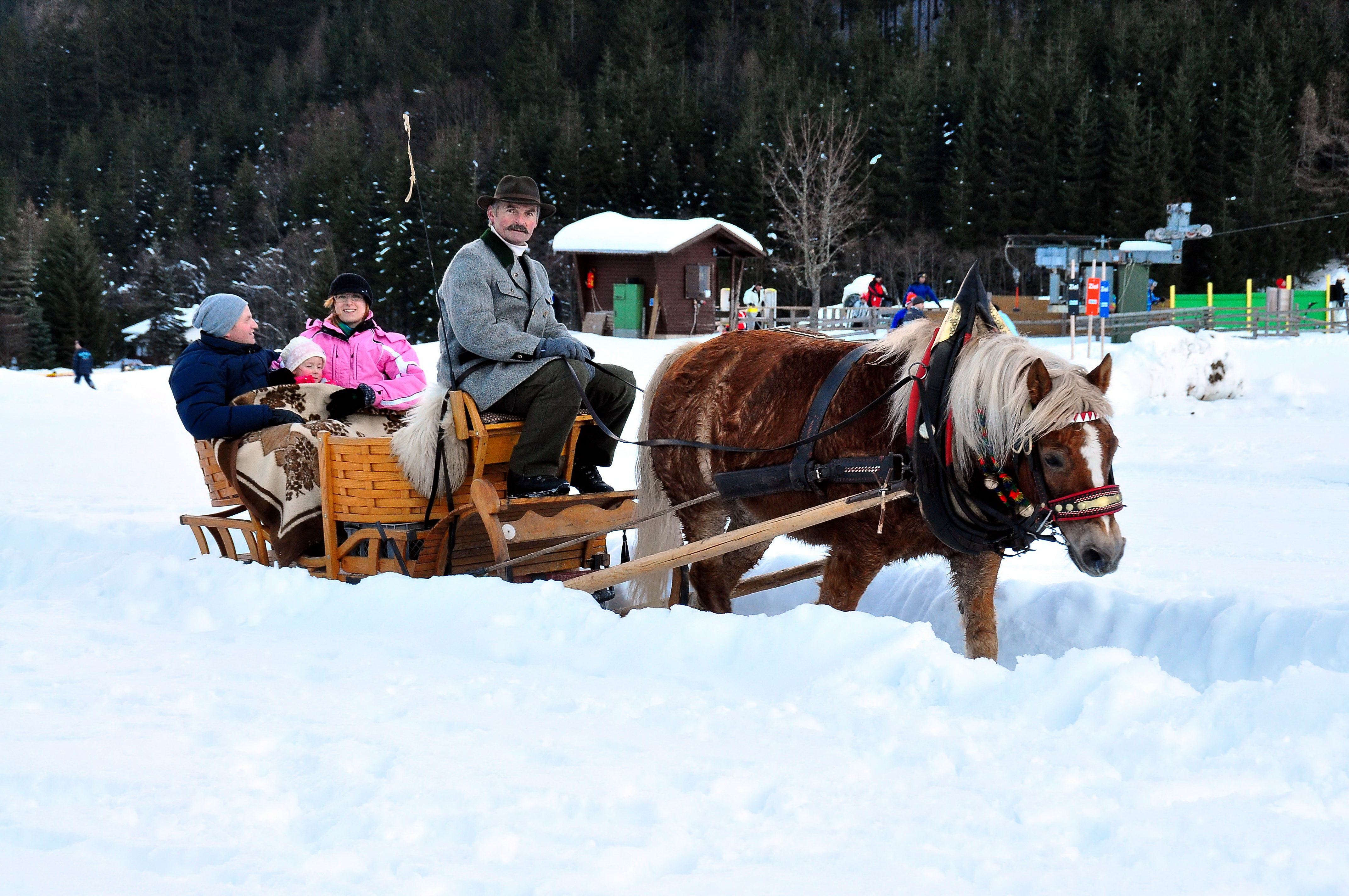
Schlittenfahrt am Heiligen Abend 2008

Das Naturschutzgebiet umfasst den Talschluss und die angrenzenden Berghänge des Bodentales. Im vorderen Talbereich dominieren Wiesen und Weiden, gegen den Talschluss hin bewirkt ein Kältesee die Ausbildung eines subalpinen Fichtenwaldes inmitten der Buchenstufe. Die Bedeutung des Gebietes liegt einerseits in dieser klimatischen Besonderheit, andererseits im Auftreten von Pflanzen, deren eigentliches Verbreitungsgebiet üblicherweise viel südlicher liegt. Besondere Pflanzen dieses Schutzgebiets sind etwa die Krainer Krantzdistel (Cirsium carniolicus), die Sternbergs Nelke (Dianthus stergbergii), das Kriechende Gipskraut (Gypsophila repens) oder der Alpen-Strahlensamen (Silene alpestre).

### Märchenwiese
Die Märchenwiese in 1157 m Seehöhe gilt nicht nur als „Kärntens schönste Bergwiese“, sondern als eine der romantischsten Alpenwiesen überhaupt. Die Schönheit dieses Talschlusses ergibt sich aus der landschaftlichen Besonderheit, dass eine große, nahezu ebene Almwiese nach einem schmalen, steil ansteigenden Waldgürtel unmittelbar in die senkrechten Felswände der Karawanken übergeht. Die imposante Bergkette im Hintergrund beginnt im Süden mit der Zelenica (slow. Palec / 2026 m), in der Mitte die Vertatscha (Vrtača / 2181 m) und Bielschitza (Svačica / 1959 m) und im Norden der Geißberg (Kosiak / 2024 m). Das Gebiet, das unter Naturschutz steht, ist eine Heimat für viele seltene Pflanzenarten. Von März 1998 bis Mai 1999 wurde hier der Film über den Ötzi, den Mann im Eis, gedreht. „Der Ötztalmann und seine Welt“ wurde im Auftrag von ORF, ZDF-Enterprises und Discovery Channel unter der Regie von Kurt Mündl gedreht und war unter anderem in der ORF-Reihe Universum zu sehen. Das Ötzi-Dorf, eine Rekonstruktion einer steinzeitlichen Jägersiedlung, wurde nach Ende der Dreharbeiten nach Umhausen im Ötztal übersiedelt.

### Meerauge
Das Meerauge (slow. Jezerce) ist ein in der Eiszeit durch einen Gletscher erzeugtes Toteisloch mit einem Teich in der Mitte. Er liegt in der Nähe des Gasthofs Bodenbauer in 1052 Meter Seehöhe und ist durch einen gut gesicherten Steig erschlossen. Die markante türkise Färbung des Wassers wird durch Algen hervorgerufen. Die Entstehung des Meerauges ist auf die letzte Eiszeit (vor 70.000 bis 10.000 Jahren), die so genannte Würm-Eiszeit, zurückzuführen. Neben dem mächtigen Draugletscher bildeten sich auch in den Karawanken lokale Gletscher, deren größter vermutlich der Bodental-Gletscher war. Dieser reichte vom Vertatscha-Kar fast 6 km talauswärts bis knapp vor Windisch-Bleiberg. Der Gletscher bedeckte den gesamten Talboden und war bis zu 120 m mächtig. Mit der zunehmenden Erwärmung vor zirka 12.000 bis 10.000 Jahren zog sich der Bodental-Gletscher schrittweise zurück, wobei im eisfreien Vorfeld ein See entstand. Dieser wurde im Laufe der Zeit von Gesteinsmaterial allmählich zugeschüttet. An der Stelle des heutigen Meerauges lag vermutlich ein zurückgebliebener Toteisklumpen, der nach seinem völligen Abschmelzen eine sichtbare Bodenvertiefung hinterließ. Diese Bodenvertiefung wird ausschließlich durch den Grundwasserstrom in den Schwemmschuttschichten des Talbodens gespeist, was die am Grunde des Meerauges aufsteigenden Quellen anzeigen. Derartig aufsteigende Grundwasserquellen treten nicht nur in unmittelbarer Nähe des Meerauges auf (nördlich befinden sich zwei kleinere Becken, wobei das größere den Namen „Ochsenauge“ trägt), sondern öfter auch verstreut in den umliegenden Wiesen.
Sage vom Meerauge
„Einst sanken zwei Ochsen mit Wagen und Heu
- in die Tiefe - es war in Sekunden vorbei.
Nichts zeugte vom Unglück, vom finsteren Grauen.
Nicht die Welle, die kleinste konnt’ das Auge erschauen.
Erst Wochen danach und jenseits der Höh’
trieb das Ochsenjoch drüben im Veldeser See!“

## Naherholungsgebiet und Ferienregion
Manche Ferlacher und Klagenfurter besitzen im Bodental Almhütten und Wochenendhäuser, die innerhalb einer halben Stunde Autofahrt erreichbar sind. Das Tal ist Ausgangspunkt für Wanderungen zum Bodenbauer und zur Märchenwiese, aber auch auf die Gipfel der Karawanken sowie deren Vorberge. Ein gut ausgeschilderter Rundwanderweg führt den Wanderer in eine zauberhafte Naturlandschaft, die oftmals wie aus einer längst vergangenen Zeit anmutet.

## Freizeit und Sport

### Wandern / Bergsteigen / Mountain-Biken
Das Bodental mit seiner natürlichen alpinen Umgebung bietet viele Möglichkeiten der erholsamen wie abwechslungsreichen Freizeitgestaltung zu allen Jahreszeiten. Im Sommerhalbjahr eröffnen sich viele Möglichkeiten für das Wandern, das Bergsteigen, die Naturbeobachtung und das Mountain-Biken. Besonders für Wanderer mit Kindern ist das Bodental ein sehr schöner Abschluss einer Wanderung von Ferlach durch die Tscheppaschlucht, zumal der Weg mehrfach in der Nähe von Busstationen der Postbuslinie Ferlach-Bodental vorbeiführt. Die Endstation ist beim Gasthof Sereinig.
Der Karawankenweitwanderweg, Teil des Südalpenwegs von Sillian in Osttirol bis nach Bad Radkersburg in der Südoststeiermark, führt durch das Tal. Auch der Kärntner Grenzweg, der Panoramaweg Südalpen und der Julius Kugy Alpine Trail, Etappe 2 (ÖAV/Landesverband Kärnten) führen durch dieses Hochtal. 

### Skifahren / Langlaufen
Aufgrund seiner Höhenlage sind die Wintermonate durchwegs schneereich und eignen sich für alle Aktivitäten, die mit Schnee zu tun haben. Auf einem Nordhang gegenüber dem Gasthaus Sereinig befindet sich ein kleines Schigebiet (zwischen 1.030 und 1.200 m Seehöhe) mit ca. zwei Pistenkilometer von leichtem und mittlerem Schwierigkeitsgrad. Das Schigebiet eignet sich sehr gut zum Erlernen des Schifahren und Snowboardens (Schischulen). Die zwei Schlepplifte haben eine Kapazität von 500 Personen pro Stunde. Im Bodental gibt es zudem umfangreiche Langlaufloipen (gesamt 12 km, Region 65 km) und Winterwanderwege (8 km).

### Winterwandern / Nordic-Walking
Neu ist die Möglichkeit des Nordic Walking auf einer präparierten Strecke von 2,1 km Länge mit einer Gesamtgehzeit von ca. 45 Minuten. Die zu überwindende Höhendifferenz ist mit 58 Höhenmeter sehr gering. Die Strecke befindet sich im schönsten Bereich des Tales im Bereich der Wiesen rund um den Bodenbauer.
Weitere mögliche Wintersportaktivitäten sind Schneeschuhwandern, Rodeln auf der Sonnseite, Touren-Schilauf oder eine beschauliche Pferdeschlittenfahrt durch das ganze Tal hinein bis zur romantischen Märchenwiese.